# Geovanny Vicente Romero
Pour les articles homonymes, voir Romero.
Geovanny Antonio Vicente Romero (né le 21 août 1986 à Azua de Compostela) est un stratège politique dominicain, avocat, chroniqueur, consultant international et professeur d'université. Il se spécialise dans les politiques publiques et l'administration publique et possède plusieurs années d'expérience dans le secteur public, les universitaires et le journalisme. Il écrit une chronique hebdomadaire pour CNN en tant qu'analyste politique.

## Première vie et éducation
Geovanny Antonio Vicente Romero est né à Padre Las Casas (Azua) en 1986 dans une famille d'avocats. Son père, Marino Vicente Rosado travaille comme juge depuis plus de 20 ans (et il est toujours en fonction), et sa mère, Digna Romero est également avocate, qui a exercé les fonctions de juge par intérim. Il a passé son enfance et ses années universitaires en République dominicaine, puis il a passé quelques années à y travailler. Geovanny Vicente a déménagé aux États-Unis en 2013 et y travaille depuis. Vicente Romero est titulaire d'un baccalauréat en droit et politique publique de l'université autonome de Saint-Domingue (2009). Il a obtenu une maîtrise en criminologie et prisons (2011) de l'université de Murcie, en Espagne. Il est allé à l'université George-Washington pour obtenir une maîtrise en communication politique et gouvernance stratégique de la Political Management School.

## Carrière
En tant qu'analyste politique, Geovanny apparaît régulièrement dans les principaux médias internationaux, notamment CNN, The Washington Post,  Al Jazeera, Washington Examiner, Newsweek, HuffPost, The Jerusalem Post, BBC's World Business Report, Infobae et Mundo Hispánico, en espagnol et en anglais, sur les États-Unis, l'Amérique latine et l'Europe. Il a été un fervent défenseur des remèdes au changement climatique et de l'importance de développer la durabilité.En outre, Vicente Romero écrit une chronique dans CNN, Infobae, El Diario La Prensa, La Opinión, El Nuevo Día, La Prensa Gráfica et El Telégrafo. Il a été rédacteur principal pour la Banque interaméricaine de développement (BID) et des agences de presse internationales telles que El Universal au Mexique, entre autres. Il a travaillé pour le ministère de l'Administration publique de la République dominicaine en tant qu'analyste des politiques publiques,, avant de devenir directeur par intérim de la fonction publique dominicaine pendant quelques mois. Vicente Romero a également enseigné deux cours de droit par semestre à l'Universidad Central del Este pendant 5 ans. Il est le fondateur du Centre pour la politique publique, le développement et le leadership de la République dominicaine (CPDL-RD), et le récipiendaire du Prix provincial de la jeunesse de la République dominicaine en leadership professionnel décerné par la présidence dominicaine et le ministère de la Jeunesse. Romero a également reçu la bourse Robert E. Lesher accordée par Carlos Rosario International Public Charter School, à Washington, en 2017.

## Démocratie et élections
Geovanny a travaillé en partenariat avec l'université de New York dans le cadre de la série DC Dialogues, une initiative universitaire qui aborde des sujets tels que le développement, les affaires, la gouvernance et la démocratie,. Au cours de ces discussions, Geovanny a animé des dialogues avec le secrétaire général de l'Organisation des États américains Luis Almagro; le président de la République dominicaine, Luis Abinader; le vice-président du Salvador, Felix Ulloa; directeur du programme latino-américain du Woodrow Wilson International Center for Scholars 's Dr Cynthia J. Arnson; directeur du National Endowment for Democracy pour l'Amérique latine et les Caraïbes Miriam Kornblith; le président du Dialogue Interaméricain Michael Shifter; la maire portoricaine María Mayita Meléndez, entre autres. Vicente Romero a travaillé comme observateur électoral international. Il a été l'un des observateurs lors du lancement de la première surveillance électorale basée sur un échantillon aux États-Unis, Observe DC, une initiative de l'université de Georgetown qui a été lancée lors des élections de mi-mandat de 2018. Il a observé les élections aux États-Unis, Salvador, République dominicaine, entre autres pays. En février 2019, il a observé l'élection présidentielle au Salvador à travers la mission d'observation électorale de l'Organisation des États américains.

## Publications
Geovanny Vicente Romero est co-auteur de plusieurs ouvrages sur la communication politique, la gouvernance et la démocratie.
- Vicente Romero, Geovanny. Redonner quand on en a le plus besoin. Dans LJ Pentón Herrera & ET Trịnh (Eds.), Critical Storytelling: Multilingual Immigrants in the United States. Éditeurs Sense. 2020.  (ISBN 978-90-04-44618-2)[27].
- Vicente Romero, Geovanny. Caso República Dominicana. Universo COMPOL: Universo de la Comunicación Política (1re édition). Buenos Aires - Éditorial EPYCA. 2020.  (ISBN 978-987-86-4728-9). Nadia Brizuela. Travail collectif.

Vicente Romero travaille actuellement sur deux livres; l'un sur l'avenir politique et économique de la région d'Amérique centrale, et l'autre sur les mythes et réalités du rêve américain du point de vue des Latinos aux États-Unis.

## Récompenses et réalisations
- Nommé un héros de sa communauté dans la liste «COVID-19 Hispanic Heroes» (2020) d'El Tiempo Latino, le journal de langue espagnole avec le plus grand tirage dans la zone DMV (Washington, Maryland et Virginie). Parmi les autres leaders de cette liste figurent Muriel Bowser, maire de la ville de Washington. Cette reconnaissance a été accordée lors du «Mois du patrimoine hispanique» célébré aux États-Unis, de septembre à octobre[28].
- Prix national de la jeunesse décerné par la présidence dominicaine pour l'excellence professionnelle: 2020[29]
- Honoré du titre de "Hijo Adoptivo de la Ciudad de Azua" (Fils adopté de la ville d'Azua) par son conseil municipal et le maire Rafael Hidalgo[30].
- Reconnu pour ses contributions aux municipalités de la République dominicaine par la Fédération dominicaine des municipalités (FEDOMU)[31].
- Sélectionné comme l'un des cent professionnels politiques les plus influents de 2018 par le Washington COMPOL Magazine[32].
- Boursière Robert E. Lesher / Carlos Rosario en 2017[33].
- Chercheur du Réseau mondial des langues en 2015 et 2016[34].
- Nommé l'un des principaux jeunes professionnels dominicains par le ministère de la Jeunesse en 2015.